# Mifare
 (janvier 2011).
Si vous disposez d'ouvrages ou d'articles de référence ou si vous connaissez des sites web de qualité traitant du thème abordé ici, merci de compléter l'article en donnant les références utiles à sa vérifiabilité et en les liant à la section « Notes et références ».

MIFARE est une marque déposée de NXP Semiconductors.

## Technologie
La gamme MIFARE est fondée partiellement sur l'un des standards ISO décrivant les cartes à puce sans contact : l'ISO 14443 de Type A fonctionnant à 13,56 MHz. Les produits de type MIFARE sont intégrés à la fois dans des identifiants comme des cartes et dans les lecteurs / encodeurs. Ces lecteurs sont fabriqués par différents fabricants sur la base d'un composant fourni par la société NXP.
Le nom MIFARE englobe deux types de cartes à puce sans contact très différents :
- Les cartes MIFARE dites "Classic" sont des cartes à mémoire (logique câblée). Elles ne respectent que partiellement le standard ISO 14443A, puisqu'elles utilisent un jeu de commandes propriétaire à la place du protocole de haut-niveau ISO 14443-4, et ne respectent pas le format de trames ISO 14443-3 dans les communications chiffrées. Elles utilisent un protocole de sécurité propriétaire NXP (CRYPTO1) pour l'authentification et le chiffrement qui a été cassé en 2008[1]. Les cartes MIFARE Ultralight utilisent le même jeu de commandes mais sans la partie sécurité.
- Les cartes à micro-contrôleur de NXP sont également vendues sous l'appellation MIFARE. Il s'agit de produits complètement conformes au standard ISO 14443A (jusqu'à la couche ISO 14443-4 T=CL). Il s'agit des cartes MIFARE ProX, MIFARE SmartMX,  et MIFARE Plus mais le volume principal est réalisé par MIFARE DESFire EV1 et aujourd'hui DESFire EV2 (bientôt MIFARE DESFire EV3[2]).

La communication plus rapide (T=CL) a pour effet une nette perte de distance de lecture pour un maximum terrain de 3-5 cm pour une distance théorique de lecture/écriture entre la carte et le lecteur de l'ordre de 10 cm (3 pouces).
La technologie de MIFARE Classic a été développée par Mikron puis acquise par Philips en 1998. Mikron transmit la licence de la technologie MIFARE Classic à Atmel aux États-Unis, à Philips aux Pays-Bas et à Siemens (maintenant Infineon Technologies) en Allemagne.
Après l'acquisition par Philips, Hitachi a contracté une licence de produits MIFARE avec Philips pour le développement de solutions à base de cartes à puce sans contact pour la téléphonie à carte de NTT entre 1999 et 2006.